# Canek (luchador)
Felipe Estrada Estrada (Frontera, Tabasco; 19 de junio de 1954) es un luchador profesional mexicano, más conocido por el nombre artístico El Canek o simplemente Canek. Ha trabajado para la Universal Wrestling Association (UWA), el Consejo Mundial de Lucha Libre (CMLL), Lucha Libre AAA Worldwide (AAA), International Wrestling Revolution Group (IWRG) y otras promociones.
En la lucha libre mexicana es tradición mantener en secreto el nombre real de cualquier luchador enmascarado del público en general, aunque el caso de Canek su verdadero nombre se conoce ya que compitió en un combate de artes marciales mixtas (MMA), donde fue anunciado como «Felipe "El Canek" Estrada», y en realidad peleaba con su máscara puesta. Si bien ha trabajado en México durante la mayor parte de su carrera, también ha realizado varias giras frecuentes por Japón y Europa.

## Carrera como luchador profesional

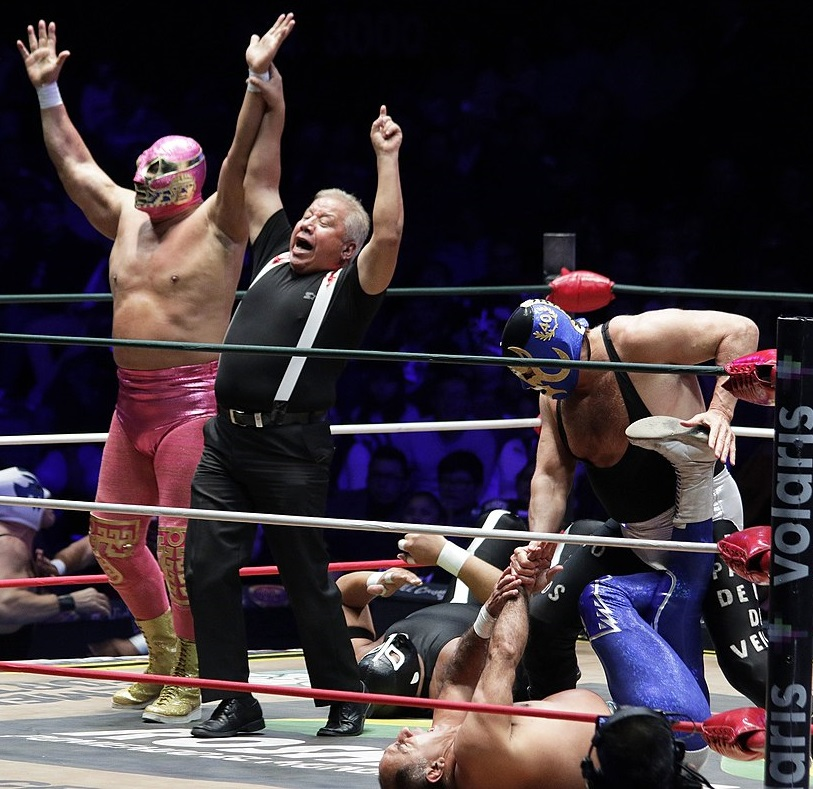
Ceremonia de develación de la placa conmemorativa por el reciente decreto de la Lucha Libre como Patrimonio Cultural Intangible de la Ciudad de México.

Después de ser tan solo un aficionado a la lucha durante varios años, decidió entrenar este deporte y debutó profesionalmente como El Universitario a la edad de 18 años.
Esa noche salió de pareja con el Ángel Azul contra Profeta y El Chilango García. Varios meses después de esa lucha, su primer compañero, Ángel Azul, le vendió uno de sus equipos de lucha libre y entonces él se presenta como el Príncipe Azul. Bajo ese nombre él tuvo bastante éxito, ya que ganó la máscara y cabellera de Ultratumba, y también rapó al Noruego, esto le dio ventaja sobre otros luchadores que disputaban los mejores lugares, allá por el año de 1972 en el que quedó como el mejor luchador de Villahermosa, Tabasco.
Valente Pérez de la revista "Lucha Libre"; creador de otras grandes leyendas como Mil Máscaras y Tinieblas, notó en este muchacho una estrella en potencia por su gran físico y personalidad.
Entonces se le ocurrió el personaje de Canek nombre basado en la cultura maya y muy acorde con el físico del muchacho.
Su debut ya como Canek lo hace en el Toreo De Cuatro Caminos, el 24 de marzo de 1973, en una lucha estelar donde participaron Canek y Gallo Tapado vs. Chicano Power y TNT.
De ahí vinieron los triunfos y aunque la competencia era fuerte supo salir adelante y ganar su primer campeonato estatal del norte de México derrotando a José Torres, esto en 1975, y ese mismo año gana las cabelleras de Rubén Juárez y José Torres; además de las máscaras de El Destroyer y Lemus.

### Luchador independiente
Ese mismo año un grupo de luchadores, hartos del monopolio de la Empresa Mexicana de Lucha Libre (EMLL), deciden crear una nueva promotora y así nace la Universal Wrestling Association (UWA, «Asociación de Lucha Libre Universal»), esto un 29 de enero y bajo el mando de Francisco Flores. Esta nueva empresa logró tener varias súper estrellas: como Mil Máscaras, Dorel Dixon, Ray Mendoza, El Solitario, etc.

### Triunfos
Canek empezó a subir al estrellato después de que él ganó el título Nacional de Peso semicompleto derrotando al Dr. Wagner Sr. el 15 de enero de 1978 en la Ciudad de México, para perderlo a los pocos meses, el día 20 de junio de ese mismo año contra Dos Caras en Pachuca, Hidalgo.
Con Mil Máscaras luchando constantemente fuera de México y viendo que los ídolos del momento, Rayo de Jalisco, Guajardo, El Santo, Huracán Ramírez y Ray Mendoza envejecían, el empresario de la UWA Francisco Flores necesitaban una nueva generación de líderes y Dos caras y Canek eran perfectos para cubrir estos puestos.
Pero al poco tiempo Dos Caras se une en las giras a su hermano Mil Máscaras, quedándose Canek como la carta fuerte de esta empresa, así gana su primer campeonato mundial al derrotar a Lou Thesz.
Por este triunfo Canek gana reputación a nivel internacional y rápidamente es contratado para luchar en Japón y otros países. Durante los años ochenta, él se convirtió en la carta fuerte de México, y era el que le daba la bienvenida a los luchadores extranjeros que se presentaban en la Plaza de Toros El Toreo de Cuatro Caminos como Big Van Vader, Antonio Inoki, Blue Blazer y Bam Bam Bigelow. Sus peleas más memorables fueron en contra de André el Gigante, y lo derrotó en dos caídas al hilo en la década de los 80s.
Una de sus grandes luchas fue en contra de la leyenda estadounidense Hulk Hogan, además derrotar a Stan Hansen (el 30 de Sept. de 84). Claro que Canek también tenía varios rivales dentro de México como eran Perro Aguayo, Escorpio, Enrique Vera, Villano III, Konnan y los Hermanos Máscaras, Cien Caras y Rayo de Jalisco .
Y siguió una lista más de luchadores internacionales como: Pat Patterson, Vader, Vampiro, Buffalo Allen, Konnan, Ricky Santana, Miguel Pérez, Rey Haku, Bam Bam Bigelow y Kokina. Sin embargo de 1992 a 1994, con la popularidad creciente de la AAA, la UWA siguió cayendo hasta que finalmente cerró sus puertas, quedándose Canek como el último Campeón mundial de esta empresa, cinturón que aún en la actualidad conserva.
Después de pasar por la AAA, hoy en día Canek lucha para el CMLL, donde ha conseguido su último trofeo al destapar en un cuadrangular a Universo 2000 en diciembre del 2004 (donde también formaron parte Dr. Wagner Jr. y Rayo de Jalisco Jr.).

## Carrera como artista marcial mixto
Estrada es uno de los muchos luchadores que también ha competido en artes marciales mixtas (MMA). Luchó en un combate de MMA para la promoción japonesa DEEP en 2001. Aquí fue cuando se reveló su nombre real debido a que el mismo luchador ha pedido a lo presenten como «Felipe "El Canek" Estrada», aunque terminó peleando con la máscara de su personaje luchístico puesta. Siendo su única pelea, venció a Osamu Kawahara tras un puñetazo en el primer asalto.

## Campeonatos y logros
- Asistencia Asesoría y Administración
  - Rey de Reyes (2002)
- Comisión de Box y Lucha Libre México D.F.
  - Campeonato Nacional Semicompleto (1 vez)
- Consejo Mundial de Lucha Libre
  - Campeonato Mundial de Parejas del CMLL (1 vez) - con Dr. Wagner, Jr.
  - Campeonato Mundial de Tríos del CMLL (1 vez) - con Black Warrior & Rayo de Jalisco Jr.
- International Wrestling Revolution Group
  - Campeonato Intercontinental Pesado (1 vez)
- Universal Wrestling Association
  - Campeonato Mundial Pesado de la UWA (15 veces)
- Otros Títulos
  - Campeonato Pesado del Norte de México (1 vez)
- Pro Wrestling Illustrated
  - Situado en el Nº117 en los PWI 500 del 1994
  - Situado en el Nº186 en los PWI 500 del 1995
  - Situado en el Nº183 en los PWI 500 del 1996
  - Situado en el Nº87 en los PWI 500 del 1997
  - Situado en el Nº224 en los PWI 500 del 2006
- Wrestling Observer Newsletter Awards
  - Wrestling Observer Newsletter Hall of Fame (Class of 1996)

## Luchas de apuestas
| Apuesta   | Ganador       | Perdedor         | Lugar            | Fecha |
| --------- | ------------- | ---------------- | ---------------- | ----- |
| Máscara   | Canek         | El Destroyer     | Nuevo León       | N/A   |
| Cabellera | Canek         | Dorrel Dixon     | N/A              | N/A   |
| Cabellera | Canek         | Humberto Garza   | N/A              | N/A   |
| Cabellera | Canek         | César Valentino  | N/A              | N/A   |
| Máscara   | Canek         | La Momia         | San Luis Potosí  | N/A   |
| Cabellera | Canek         | La Momia         | N/A              | N/A   |
| Cabellera | Canek         | Pantera Negra    | N/A              | N/A   |
| Cabellera | Canek         | Coloso Colosetti | N/A              | N/A   |
| Cabellera | Canek         | Coloso Colosetti | N/A              | N/A   |
| Cabellera | Canek         | Ring Fujinami    | Estado de México | N/A   |
| Máscara   | Príncipe Azul | Ultratumba       | Tabasco          | 1972  |
| Cabellera | Príncipe Azul | Ultratumba       | Tabasco          | 1972  |
| Cabellera | Príncipe Azul | El Noruego       | Tabasco          | 1972  |
| Máscara   | Canek         | Lemús            | Nuevo León       | 1974  |
| Cabellera | Canek         | Sunny War Cloud  | Nuevo León       | 1975  |
| Cabellera | Canek         | Rubén Juárez     | Nuevo León       | 1975  |
| Cabellera | Canek         | José Torres      | Nuevo León       | 1975  |
| Máscara   | Canek         | El Asesino       | Distrito Federal | 1981  |
| Máscara   | Canek         | Don Corleone     | Estado de México | 1982  |
| Cabellera | Canek         | Abdullah Tamba   | N/A              | 1983  |
| Máscara   | Canek         | Blue Blazer      | Estado de México | 1991  |
| Máscara   | Canek         | Torre Infernal   | Estado de México | 1992  |
| Cabellera | Canek         | Yamato           | Estado de México | 1993  |
| Cabellera | Canek         | Scorpio          | Estado de México | 1996  |
| Máscara   | Canek         | Universo 2000    | Distrito Federal | 2004  |

## Récord en artes marciales mixtas
| Resultado | Récord | Oponente          | Método       | Evento            | Fecha                   | Ronda | Tiempo | Localización | Notas |
| --------- | ------ | ----------------- | ------------ | ----------------- | ----------------------- | ----- | ------ | ------------ | ----- |
| Victoria  | 1–0    | Osamu Tachihikari | TKO (golpes) | DEEP - 3rd Impact | 23 de diciembre de 2001 | 1     | 4:55   | Tokio, Japón |       |